# Ken Scott

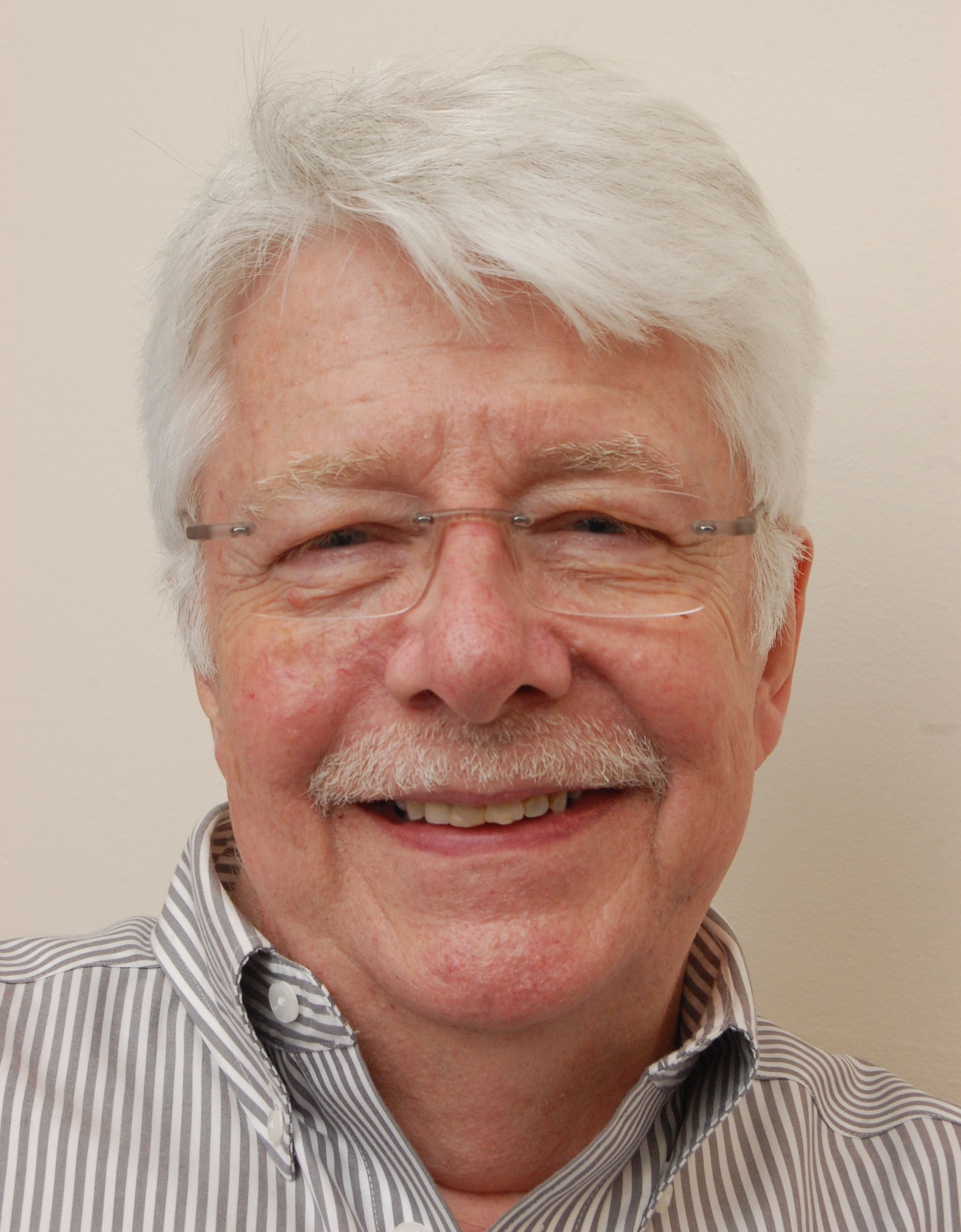
Scott in November 2014

Ken Scott (Londres, 20 de abril de 1947) é um produtor musical e engenheiro de som britânico. É conhecido não só por ter substituído o engenheiro de som da banda britânica The Beatles, Geoff Emerick, durante a gravação do álbum The Beatles, de 1968, mas por ter sido o engenheiro de som do álbum Space Oddity de David Bowie em 1969, o primeiro álbum de Bowie a ter um impacto significativo junto do público e da crítica. Ken Scott assinou a produção de vários discos importantes, entre os quais se destaca Duty Now For The Future dos Devo em 1979.